# 特里妮·维勒森
特里妮·维勒森（丹麥語：Trine Villadsen，1995年4月11日—），丹麥女子羽毛球運動員。

## 簡歷
2015年1月，特里妮·维勒森出戰冰島羽毛球國際賽，與拉塞·摩爾菲德合作贏得混合雙打比賽亞軍。

## 主要比賽成績
只列出曾進入準決賽的國際賽事成績：
| 年份   | 賽事             | 公開賽級別 | 項目     | 拍檔          | 成績 |
| ------ | ---------------- | ---------- | -------- | ------------- | ---- |
| 2015年 | 冰島羽毛球國際賽 | 國際系列賽 | 混合雙打 | 拉塞·摩爾菲德 | 亞軍 |
| 2018年 | 冰島羽毛球國際賽 | 國際系列賽 | 女子雙打 | 埃米莉·弗尔博 | 亞軍 |
| 2018年 | 波蘭羽毛球國際賽 | 國際系列賽 | 女子雙打 | 埃米莉·弗爾博 | 亞軍 |

| 2007-2017年 | 首要超級賽 | 超級賽 | 黃金大獎賽 | 大獎賽 | 國際挑戰賽 | 國際系列賽 | 未來系列賽 | 其他 |

| 2018-2026年 | 總決賽 | 超級1000賽 | 超級750賽 | 超級500賽 | 超級300賽 | 超級100賽 | 國際挑戰賽 | 國際系列賽 | 未來系列賽 | 其他 |